# Schönborn, Donnersbergkreis
Schönborn là một đô thị thuộc huyện Donnersberg, trong bang Rheinland-Pfalz, phía tây nước Đức. Đô thị Schönborn, Donnersbergkreis có diện tích 2,61 km², dân số thời điểm ngày 31 tháng 12 năm 2006 là 134 người.